# Yann Gheysen
 (octobre 2019).
Yann Gheysen, né le 14 octobre 1985 à Roncq, dans le Nord, est un joueur français de handball évoluant au poste de demi-centre.

## Carrière
Il commence sa carrière au club de Villeneuve-d'Ascq de 2002 à 2007 où il découvre la Pro D2. 
Il joue ensuite en D1 à l'US Dunkerque à partir de 2007. À cause d'une blessure à l'épaule en 2011 dont il peine à pleinement récupérer, il est de moins en moins utilisé par son entraîneur Patrick Cazal même s'il est sur la feuille de match de la finale de la Coupe de France de 2011 remportée par le club dunkerquois. Il rebondit alors cette année-là en Pro D2 au SMV Vernon. Mais peu de temps après son arrivée, il est victime d'une rupture des ligaments croisés qui le tient éloigné des terrains une majeure partie de la saison,.
En 2013, il rejoint alors la Nationale 1 (D3) à l'USM Saran. Deuxième en 2015, Saran est promu pour la première fois de son histoire en D2. Alors que le club ambitionne le maintien, le capitaine Gheysen conduit ses coéquipiers au titre de Champion de France de Pro D2.
Gheysen retrouve ainsi l'élite du handball française. Au terme d'une saison qui a permis au club de se maintenir de justesse, Gheysen est celui qui a réalisé le plus de passes décisives.
En fin de contrat à Saran en 2019, il signe en N1 au CO Vernouillet.

## Statistiques
| Saison    | Club                | Championnat | Championnat | Championnat | Coupe nationale | Coupe nationale | Coupe de la Ligue | Coupe de la Ligue | Total | Total |
| Saison    | Club                | Division    | M.          | B.          | M.              | B.              | M.                | B.                | M.    | B.    |
| 2002-2003 | Villeneuve-d'Ascq   | D2          | 3           | 1           | -               | -               | -                 | -                 | 3     | 1     |
| 2003-2004 | Villeneuve-d'Ascq   | D2          | 1           | 0           | -               | -               | -                 | -                 | 1     | 0     |
| 2004-2005 | Villeneuve-d'Ascq   | D2          | 15          | 6           | -               | -               | -                 | -                 | 15    | 6     |
| 2005-2006 | Villeneuve-d'Ascq   | D2          | 29          | 82          | -               | -               | -                 | -                 | 29    | 82    |
| 2006-2007 | Villeneuve-d'Ascq   | D2          | 32          | 123         | -               | -               | -                 | -                 | 32    | 123   |
| 2007-2008 | US Dunkerque        | D1          | 24          | 57          | -               | -               | -                 | -                 | 24    | 57    |
| 2008-2009 | US Dunkerque        | D1          | 26          | 45          | 1               | 0               | 2                 | 1                 | 29    | 46    |
| 2009-2010 | US Dunkerque        | D1          | 8           | 12          | -               | -               | 1                 | 1                 | 9     | 13    |
| 2010-2011 | US Dunkerque        | D1          | 10          | 11          | 1               | 0               | -                 | -                 | 11    | 11    |
| 2011-2012 | Saint-Marcel Vernon | D2          | 5           | 10          | -               | -               | -                 | -                 | 5     | 10    |
| 2012-2013 | Saint-Marcel Vernon | D2          | 26          | 74          | -               | -               | -                 | -                 | 26    | 74    |
| 2013-2014 | USM Saran           | N1 (D3)     | 16          | 49          | -               | -               | -                 | -                 | 16    | 49    |
| 2014-2015 | USM Saran           | N1 (D3)     | 25          | 99          | -               | -               | -                 | -                 | 25    | 99    |
| 2015-2016 | USM Saran           | D2          | 26          | 62          | -               | -               | -                 | -                 | 26    | 62    |
| 2016-2017 | USM Saran           | D1          | 26          | 55          | 1               | 0               | 1                 | 0                 | 28    | 55    |
| 2017-2018 | USM Saran           | D1          | 26          | 16          | 1               | 3               | 1                 | 0                 | 28    | 19    |
| 2018-2019 | USM Saran           | D2          | 26          | 48          | 2               | 9               | 1                 | 1                 | 29    | 58    |
| 2019-2020 | CO Vernouillet      | N1 (D3)     | 15          | 30          | -               | -               | -                 | -                 | 15    | 30    |